# Coupe d'Europe des vainqueurs de coupe féminine de handball 1996-1997
Navigation
Coupe des coupes 1995-1996 Coupe des coupes 1997-1998
La Coupe d'Europe des vainqueurs de coupe féminine de handball 1996-97 est la 21e édition de la Coupe d'Europe des vainqueurs de coupe féminine de handball, compétition de handball créée en 1976 et organisée par l'EHF.

## Formule
La Coupe des Vainqueurs de Coupe est également appelée C2. Il est d’usage que les vainqueurs des coupes nationales respectives y participent. L’ensemble des rencontres se dispute en matches aller-retour, y compris la finale. 

## Résultats

### Demi-finales
| Date Aller   | Club             | Aller   | Total   | Retour  | Club             | Date Retour  |
| ------------ | ---------------- | ------- | ------- | ------- | ---------------- | ------------ |
| 29 mars 1997 | Larvik HK        | 33 - 30 | 58 - 58 | 25 - 28 | Istochnik Rostov | 5 avril 1997 |
| 29 mars 1997 | ZRK Sombor Dunav | 23 - 18 | 44 - 51 | 21 - 33 | VfB Leipzig      | 5 avril 1997 |

### Finale
| Date Aller | Club             | Aller   | Total   | Retour  | Club        | Date Retour |
| ---------- | ---------------- | ------- | ------- | ------- | ----------- | ----------- |
| 3 mai 1997 | Istochnik Rostov | 25 - 18 | 49 - 42 | 24 - 24 | VfB Leipzig | 11 mai 1997 |

## Les championnes d'Europe
| Championne d'Europe des vainqueurs de coupe 1996-1997 Istochnik Rostov 1er titre |